# قاعة الشهرة الوطنية للمرأة

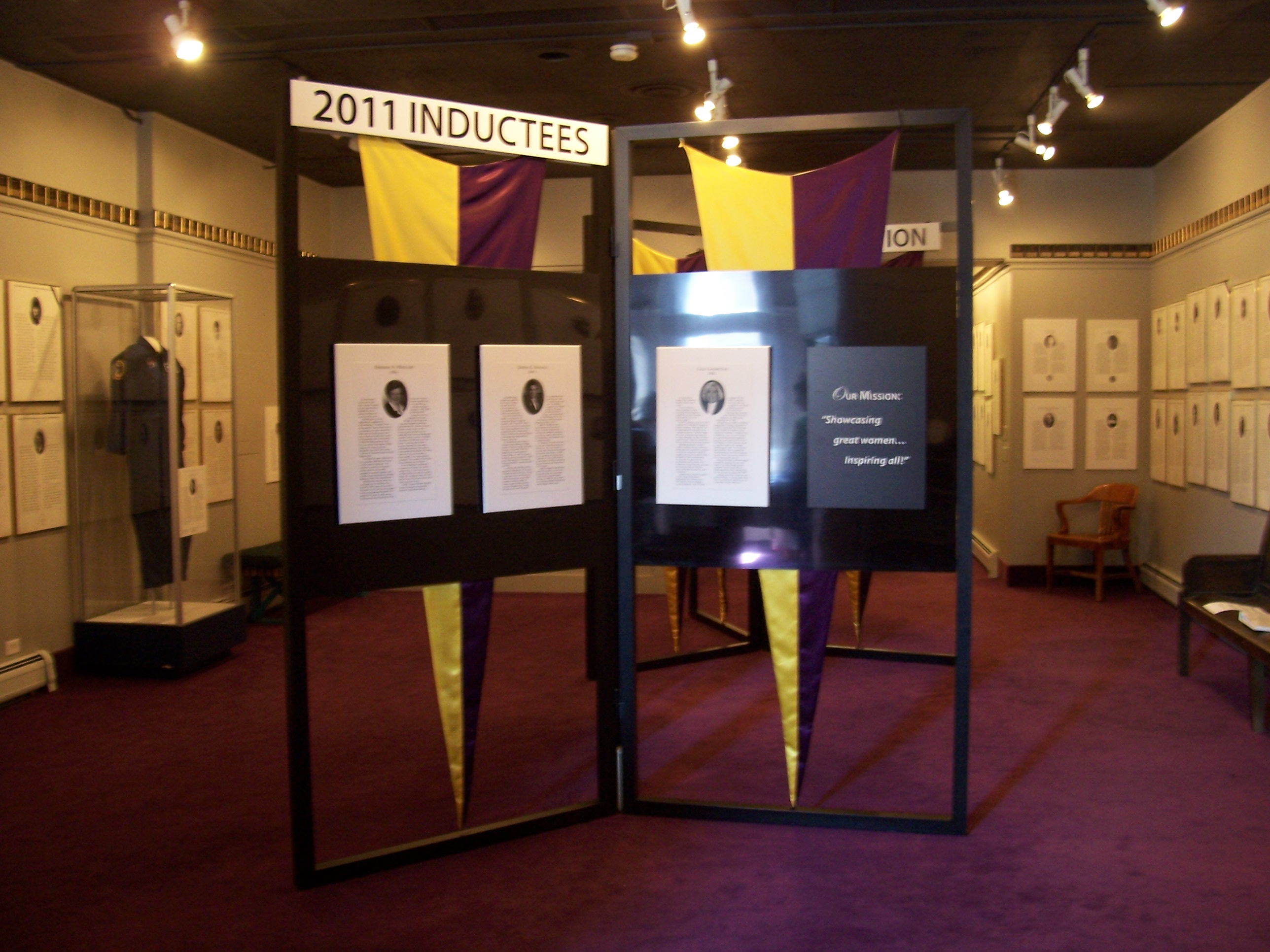
قاعة الشهرة من الداخل

قاعة الشهرة الوطنية للمرأة (بالإنجليزية:National Women's Hall of Fame) هي مؤسسة أمريكية أنشئت في العام 1969 من قبل مجموعة من الأشخاص في سينيكا فولز، نيويورك وتم توقيع اتفاقية لحقوق المرأة في عام 1848 بعثة من قاعة هي «لتكريم هؤلاء النساء إلى الأبد اللاتي كن مواطنات أمريكيات مخلصات وأيضا اللاتي كن مساهمات في كافة المجالات مثل الفنون، وألعاب القوى، والأعمال التجارية، والتعليم، والحكومة، والعلوم الإنسانية، والعمل الخيري والعلوم وأعظم قيمة لتنمية بلادهم».

## روابط خارجية
- قاعة الشهرة الوطنية للمرأة في سينيكا فولز
- "Complete List of inductees". Official website. مؤرشف من الأصل في 2011-01-18.